# Ogród Zoologiczny w Bazylei

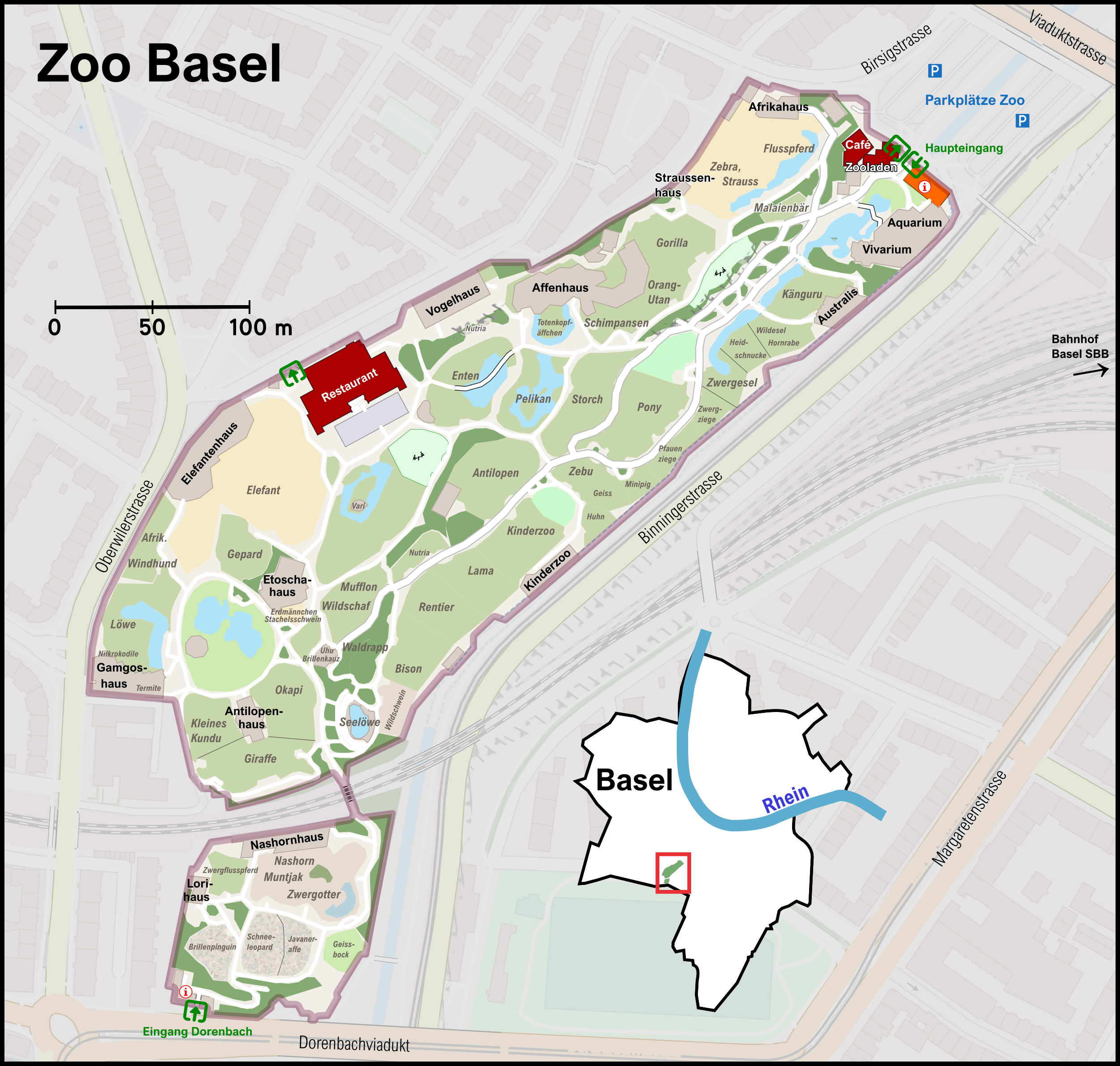
Mapa Ogrodu Zoologicznego w Bazylei

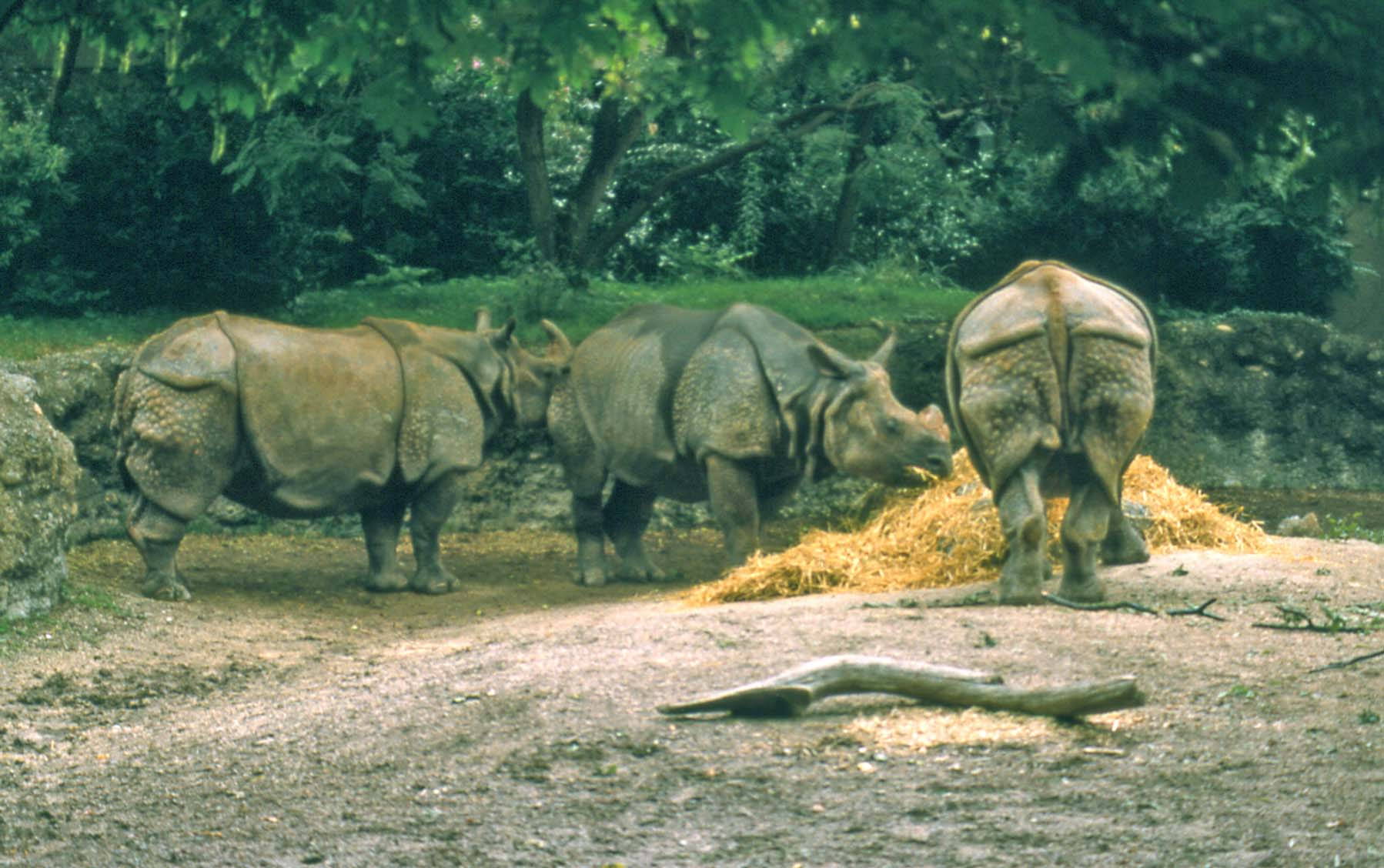
Nosorożce

Ogród Zoologiczny w Bazylei – ogród zoologiczny w Bazylei w Szwajcarii. Zoo Basel było pierwszym ogrodem zoologicznym w kraju.

## Historia
Towarzystwo ornitologiczne projektowało otwarcie parku dla zwierząt od 1870 r., w którym byłyby hodowane zwierzęta z Europy. Miasto Bazylea wzięło udział w tym projekcie i w Birsigtal, na obrzeżach miasta, usytuowano ogród.

## Otwarcie
3 lipca 1874 r. odbyło się otwarcie zoo. W ogrodzie znajdowały się np.: ptaki wodne, jelenie, dziki, bawoły, sowy,itp. Specjalną atrakcją były wilki, lisy, rysie, borsuki. Wcześniejszymi atrakcjami były niedźwiedzie.

## Rozwój – 1875-1899

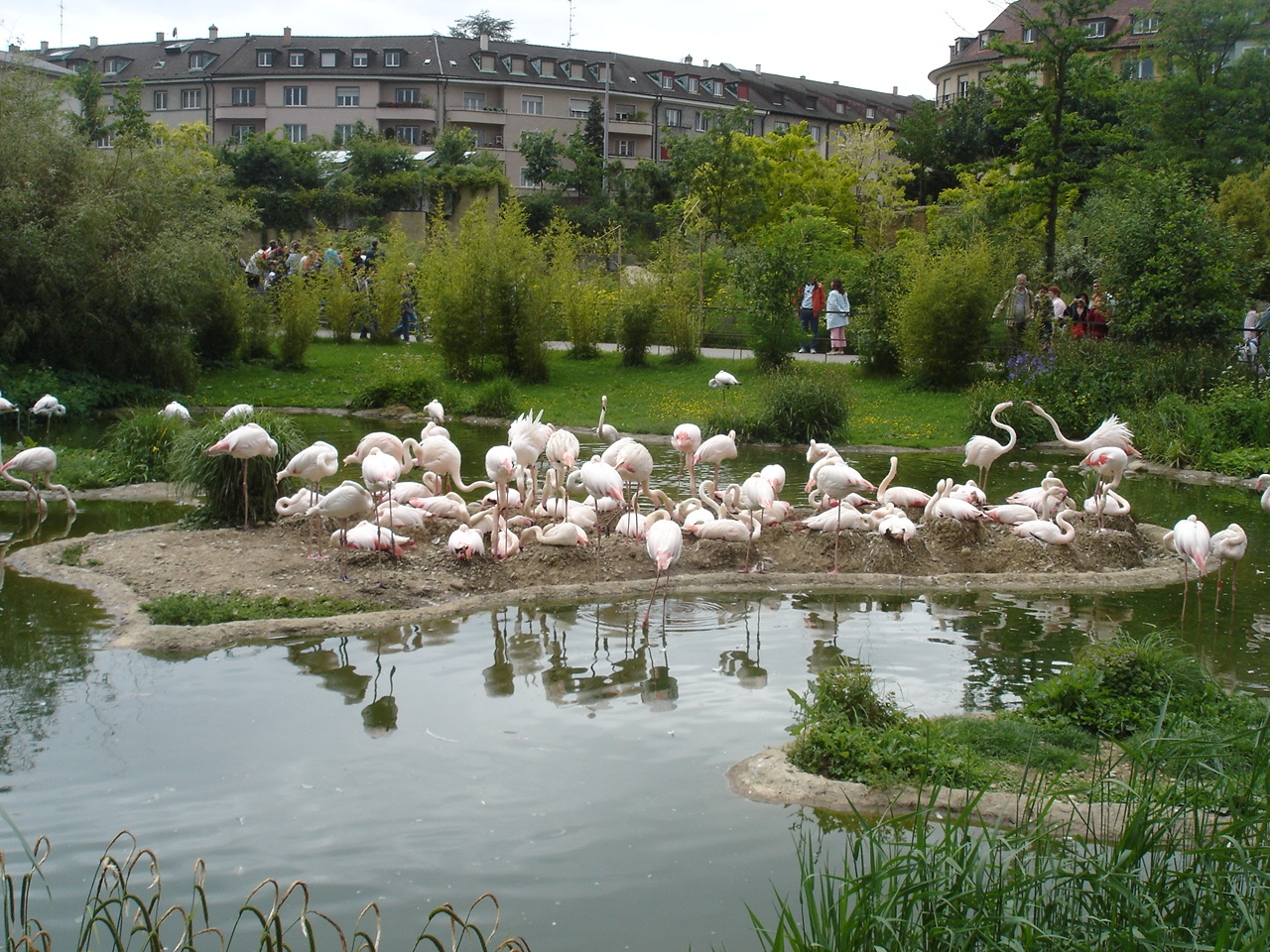
Flamingi w zoo

Już w pierwszym roku działalności zoo odwiedziło 62 tys. turystów (Bazylea 50 tys. mieszkańców). W 1884 r. obszar powiększono do Binningen. Na skutek zmian w zoo pojawiły się pierwsze egzotyczne zwierzęta jak np.: wielbłądy czy lamy. W 1886 r. kuzyni Paul i Fritz Sarasin sprowadzili młodego słonia indyjskiego. „Kumbuk” stał się znany w prawie całym mieście i w 1891 otrzymał nowy dom. W 1890 pojawiła się pierwsza para lwów, która otrzymała specjalną klatkę w budynku z kotami. 19 marca 1891 r. na świat przyszedł pierwszy lew. W 1896 miała miejsce rozbudowa budynku z kotami.

## Powiększenie – 1900-1949
W 1900 r. pojawił się orangutan płci żeńskiej „Kitty”, pierwsze człekokształtne zwierzę w Bazylei. Firma finansowa przekazała w 1901 r. przez Johannesa Becka dar w wysokości 750 000 franków szwajcarskich. Do dzisiaj zoo świętuje dzień Johannesa Becka i oferuje darmowe zwiedzanie. W 1904 r. ministerstwo otworzyło nowy dom dla kotów i wyposażyło go. W 1910 r. nastąpiło otwarcie dzisiejszego Antilopenhaus (dom antylop). W 1912 r. ogród zoologiczny zakupił dwa samce żyraf. W 1917 zdechł słynny słoń „Kumbuk”, zaś w 1919 r. kupiono nowego słonia „Jenny”. Po I wojnie światowej zoo miało drobne problemy. Biologia zoo została ukształtowana przez Carla Hagenbecka, w tym czasie zostały wybudowane wybiegi zewnętrzne dla zwierząt. W 1921 rozpoczęła się budowa marmurowych zwierząt i baza dla lwów morskich przez znanego rzeźbiarza Ursa Eggenschwylera. W 1927 r. otwarto ptaszarnię. W 1930 miała miejsce rozbudowa. Przed zoo wybudowano wiadukt i parking, odpowiednio zmodernizowano komunikację miejską. W ogrodzie pojawiły się flamingi. W 1930 roku towarzystwo przyjaciół podarowało wybieg dla małp. Tworząc w ten sposób dużą atrakcję, zaraz po modernizacji wybiegu dla niedźwiedzi z różnymi gatunkami tych zwierząt. W 1938 wybudowano pomieszczenie dla pingwinów, zaś trzy lata wcześniej została wybudowana nowa restauracja, która do dziś służy odwiedzającym. W 1937 ogród nawiedziła zaraza, która spowodowała śmierć części zwierząt. Dalszy przestój przeżywało zoo podczas II II wojny światowej. W 1942 r. jako bożonarodzeniową niespodziankę w starym budynku dyrekcji i dawnych wejściach otwarto wystawę składającą się z 20 słodkowodnych i morskich akwariów. W 1947 do zoo powróciły żyrafy. Na swoją 75 rocznicę w 1948 r. zoo otrzymało, od towarzystwa przyjaciół zoo, goryla o imieniu „Achill”.

## Dalsze dodawanie i atrakcje – 1950-1959

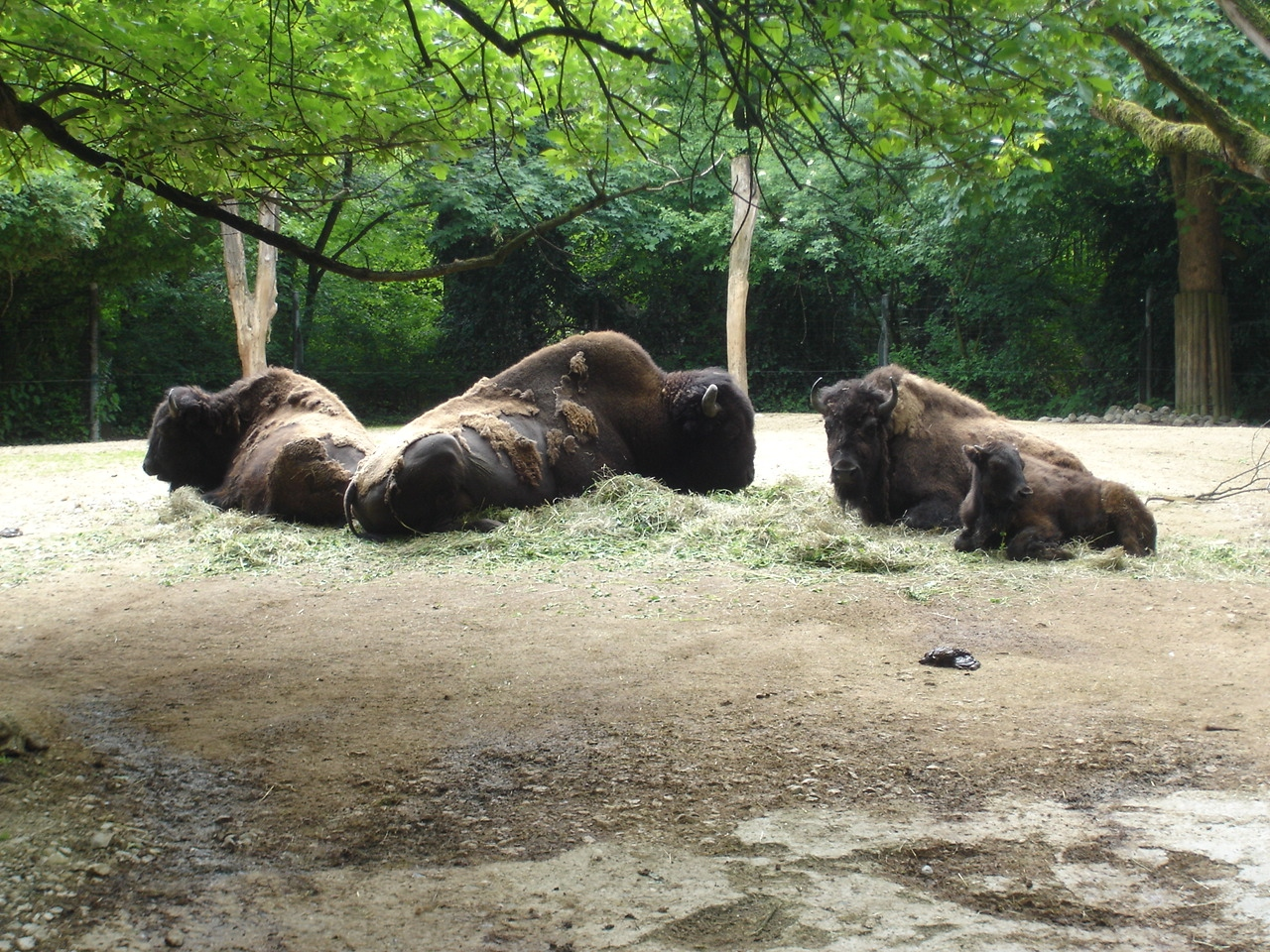
Bizony amerykańskie w zoo

W 1951 r. zoo otworzyło na Sautergarten drugie wejście, baza lwów morskich została otoczona widownią, a żyrafy otrzymały więcej miejsca. Tego samego roku zoo nabyło pierwszego nosorożca pancernego, przywieziony przez handlarza Petera Ryhinera, oraz rok później samicę. Samca nazwano „Gadadhar”, a samicę „Joymothi”, później sławnego na całym świecie Basler Panzernashornzucht. W 1952 r. otwarto nowy dom dla słoni. Poszukiwanie partnera dla „Achilla” zakończyło się w tym roku. „Stefi”, młody samiec z amerykańskiego zoo, przybył do Europy i został kupiony przez zoo. Zoo Basel było pierwszym ogrodem zoologicznym, który posiadał parę dorosłych goryli. W 1955 r. po długich negocjacjach z rządem belgijskiego Kongo udał się sprowadzić samca okapi leśnego, a rok później także samicę. Chociaż samica zmarła po 4 tygodniach, zoo miało pozwolenie na sprowadzenie nowej samicy w 1957 r. W 1960 na świat przyszło pierwsze okapi leśne. W nowej gospodarce zwierzęcej zwiedzający podziwiali tygrysy za cienką kratą lub lwy na zewnętrznych otwartych wybiegach.

## Sukcesy hodowlane – 1959-1966
„Robbery animal house” stał się wzorem do naśladowania dla innych ogrodów zoologicznych. Światową sensacją było urodzenie się nosorożca pancernego „Rudra” w 1956 roku. Do dziś w Zoo Basel urodziło się 28 samców nosorożca pancernego i w ten sposób zoo ma ważną pozycję w hodowli tych zwierząt. W 1958 r. przyszedł na świat pierwszy w Europie flaming. Dalszą wielką sensacją było urodzenie się, 23 września 1959 r., pierwszego w Europie drugiego na świecie goryla. „Goma”, bo tak nazwano goryla, został wychowany przez ludzi, ponieważ „Achilla” porzuciła go. Gdy „Goma” miał rok do zoo przyjechał młody goryl „Pepe” z Kamerunu. Oba samce nie miały problemu z integracją z rodziną goryli z zoo. W 1959 r. pancerniki i karłowate hipopotamy przeniosły się do nowego domu w Sautergarten. W 1953 sprowadzono samicę hipopotama. Do dziś w zoo urodziły się 72 hipopotamy. 17 kwietnia 1961 r. „Achilla” urodziła swoje drugie dziecko „Jambo”, które wychowała bez żadnych problemów. Potrzebne było powiększenie ogrodu. Wybudowano pomieszczenia dla bizonów i żubrów. Planowano zoo dla dzieci, wiwarium i pomieszczenia dla dzikich osłów. Ważnym punktem w historii zoo było narodziny „Ota”, słonia afrykańskiego. Był on pierwszym narodzonym słoniem w zoo i trzecim na świecie.

## Małpy w zoo – 1967-1969
Człekokształtne do tej pory były w ptaszarni, a w 1969 roku otrzymały swój własny budynek, w miejscu dawnego wejścia. Wartościowe zwierzęta miały być ochronione przed zarazkami z ludzi, dlatego zostały oddzielone szklanymi panelami. Niektóre z mieszkających w zoo małp dobrze się rozmnażają.

## Importowane dobra i wiwarium – 1970-1976

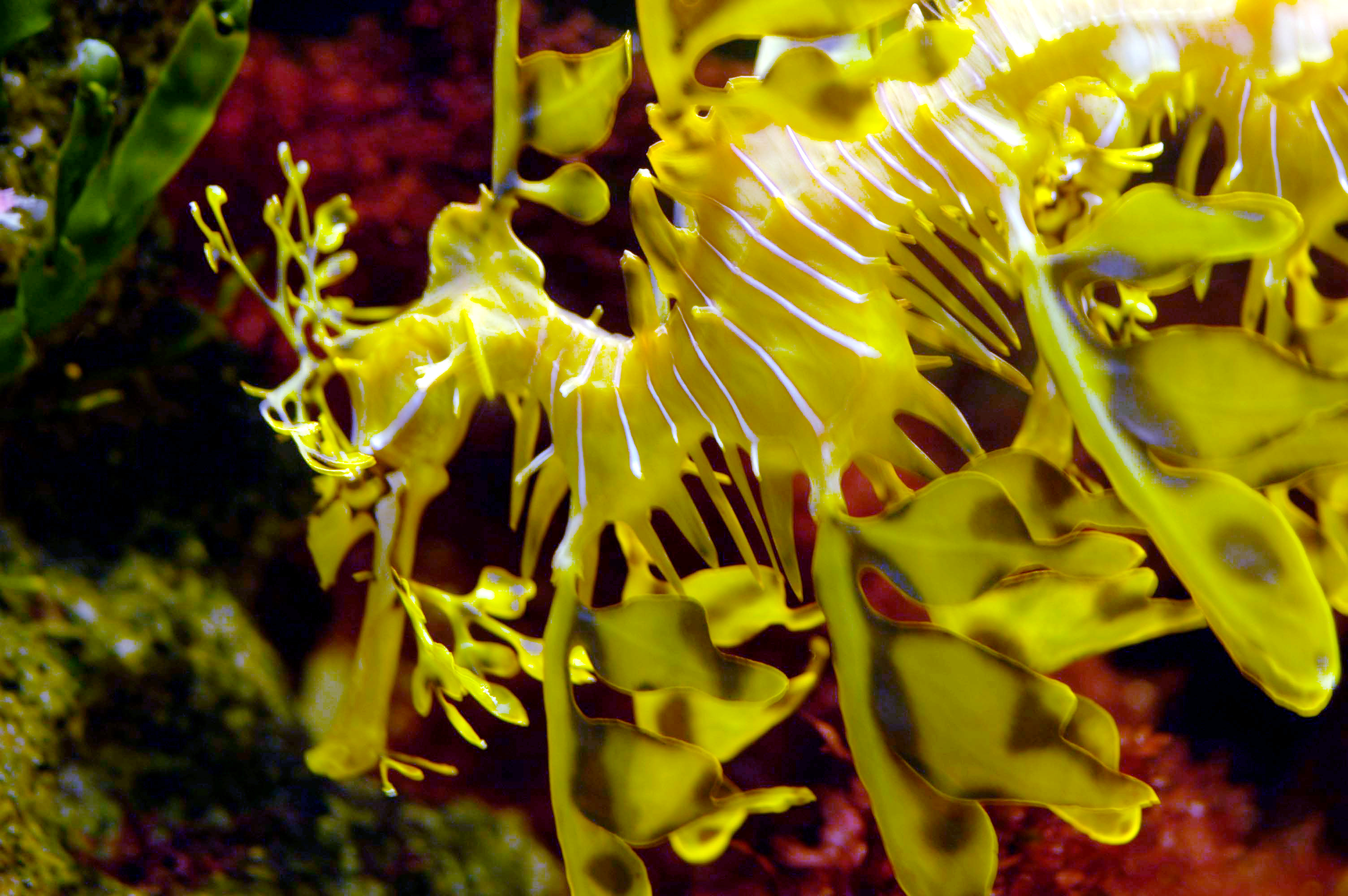
Konik morski

W 1970 roku miało miejsce importowanie 5 somalijskich dzikich osłów oraz 3 antylopy bongo.
Antylopy bongo wcześniej były trzymane w zoo tylko pojedynczo. 2 maja 1971 r. przyszedł na świat goryl z drugiego pokolenia „Tamtam”, syn „Goma” i „Jambo”. W 1972 r. wiwarium otwiera swoje podwoje, reprezentowane przez swoją koncepcję strukturalną i charakter. 350 metrowy tunel biegnie pod powierzchnią jeziora i ukazuje głębie oceanu. Zwiedzający zataczają 360 stopni pod jeziorem. Nawet po 25 latach od otwarcia Basler Vivarium przyciąga tłumy turystów i specjalistów z całego świata.

## Ogród dla dzieci i transformacja – 1977-1986
Ogród dla dzieci został otworzony w 1977 roku. Znajdują się w nim zwierzęta z różnych krajów oraz stajnia, do której można wejść. Ogród pomaga zrozumieć odpowiedzialność za zwierzęta. 1977-1987 ogród dla dzieci przekształcił się w park krajobrazowy. Zostały posadzone nowe rośliny. W następnych latach dodano różne zwierzęta np. mangusty, przeniesiono słonie, ptaki.

## Powiększenie – 1987-1997

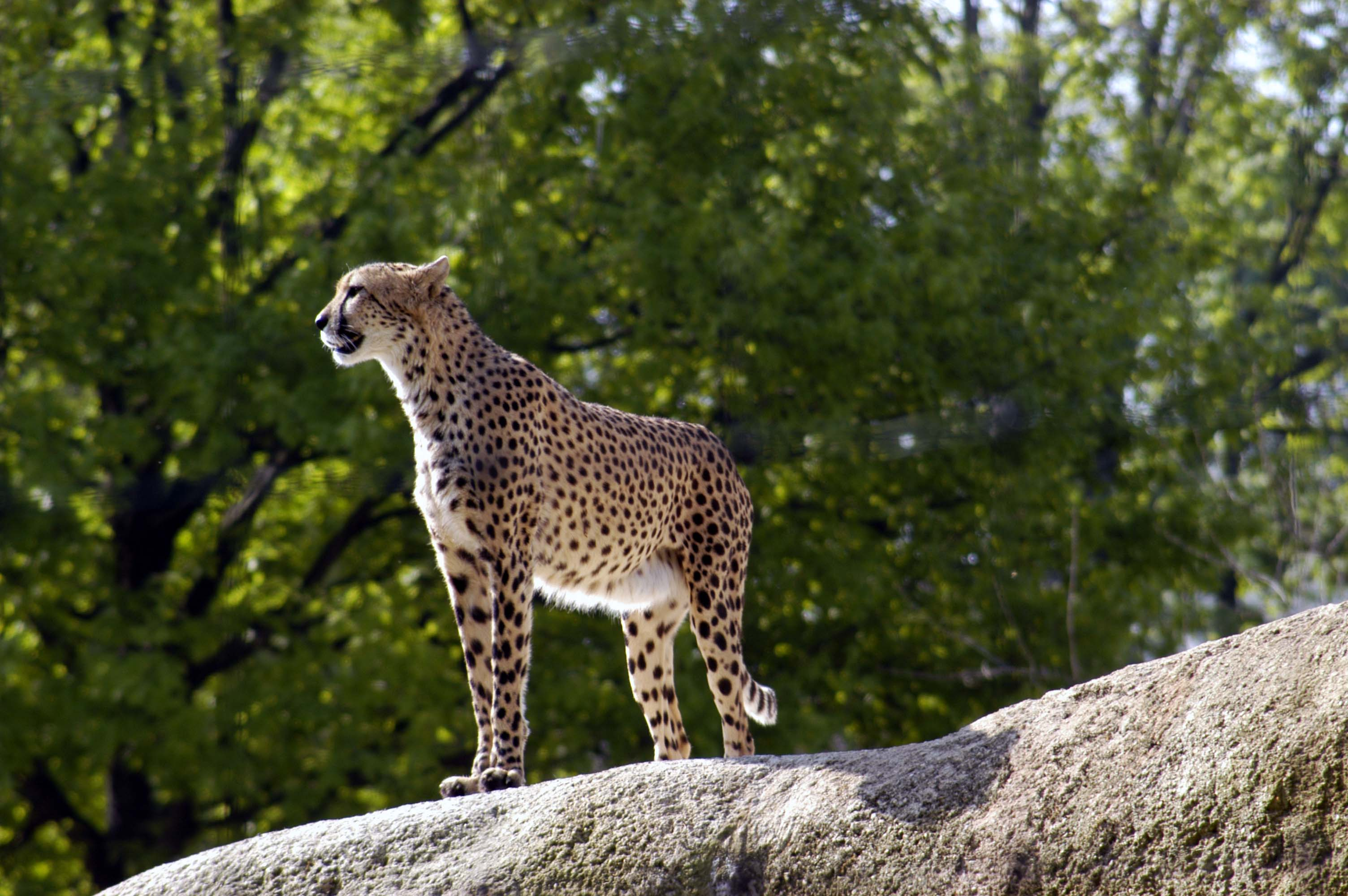
Gepard

Różnorodność roślin została zwiększona w 1987 r. Za pojawiającą się ścianą roślin ogrodzenia i trzy ogrzewane pudła używane każdego roku. W tym czasie było 96 grup flamingów. Obserwacja ptaków ukazuje jakie rośliny powinny być w pomieszczeniu. Pomieszczenie zapewniają schronienie dla małych flamingów. 9 kwietnia 1992 r. na świat przyszedł samiec słonia „Pambo”, syn „Kenny” i Mahari”, stał się ulubieńcem publiczności. 1992-1993 na terenie zwierząt afrykańskich otwarto dwie stodoły dla zebr i hipopotamów. Ich ekscytujące życie razem ukazuje jak żyją zwierzęta w naturze. W październiku 1993 roku na świat, po wielu latach starań, przyszło 5 gepardów. W 1997 roku został zreorganizowany 43 letni dom dla papug.

## Lata 1997-2000
1 sierpnia 1997 roku zoo otworzyło swoją stronę internetową, po to aby ludzie z całego świata mogli odwiedzić je o każdej porze dnia i nocy. Wybudowana w latach 60. małpiarnia, w 1998 r. została wyremontowana i przebudowana. Stworzono półwysep, oddzielono małpy i pelikany. Półwysep ma powierzchnię 250 metrów kwadratowych i jest otoczony wodą o głębokości 4,5 metra. Nowa arteria biegnie przez most oddzielający małpy od pelikanów. Została wybudowana także stajnia, w której zamontowano wiele sztucznych świateł. W 1999 pantery śnieżne mogły się przenieść do nowego pomieszczenia w Sautergarten. Wybudowane w 1938 roku pomieszczenie przeszło gruntowną renowację.

## Lata od roku 2001

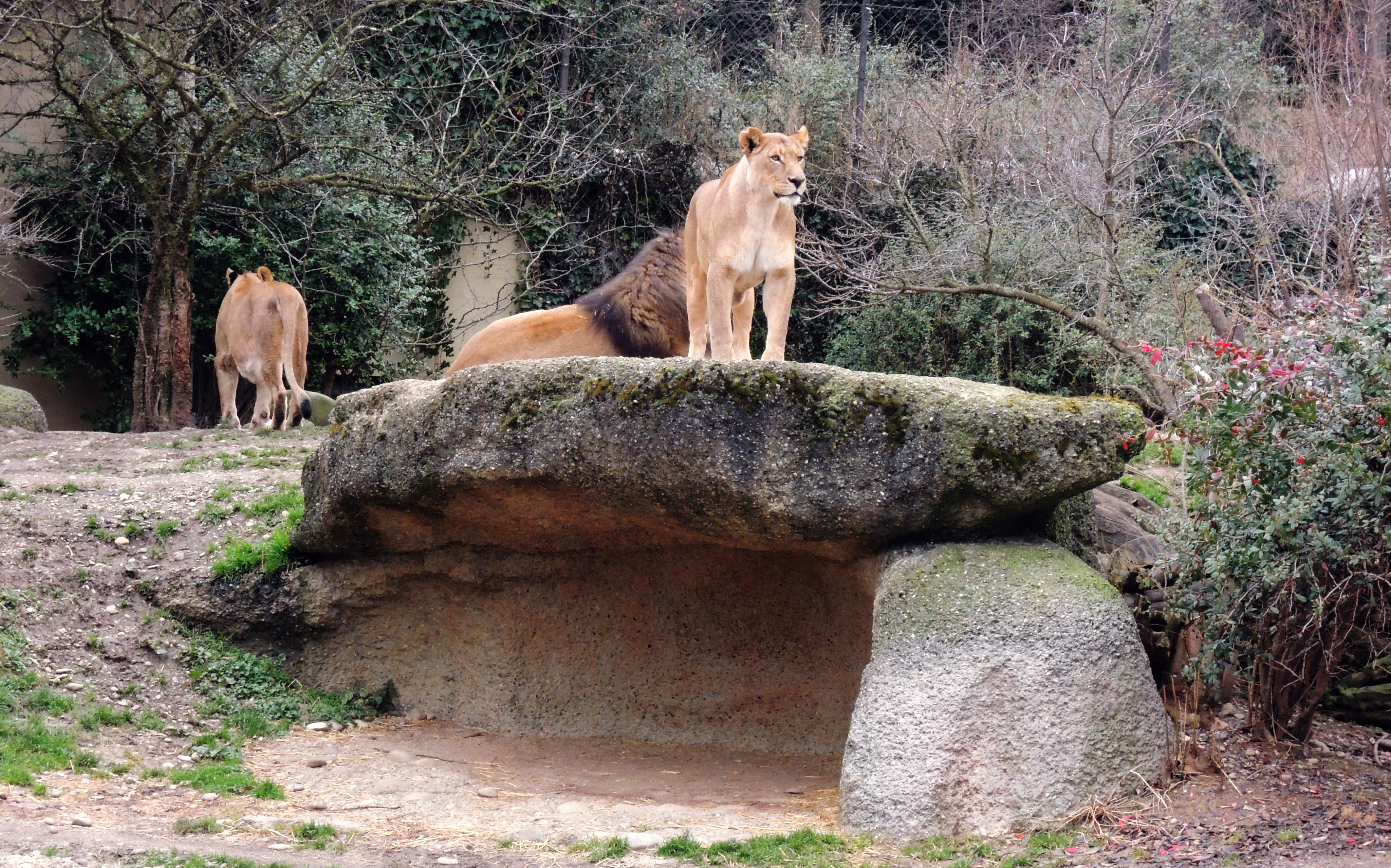
Lwy na wybiegu przed Gamgoas

Pod koniec marca 2001 roku został otwarty nowy Etoscha house 1. Naturalne rośliny ukazują środowisko afrykańskiej sawanny. 30 cm warstwa ochronna kulek za szkła z recyclingu chroni przed utratą gleby. W pomieszczeniach są urządzenia, które wymieniają ciepłe powietrze na nowe zimne. 14 czerwca 2003 r., po 5 latach budowy, został otwarty Gamgoas house. Gamgoas oznacza „miejsce, w którym są lwy”. W Gamgoas nie żyją wyłącznie lwy. Mieszkają tam także krokodyle nilowe czy termity. Budynek jest tak skonstruowany, że przez szybę możemy zobaczyć także jak żyją krokodyle pod wodą. Kamery ukazują jak toczy się życie w kopcu termitów. Lwy są główną atrakcją spośród niezliczonej ilości innych zwierząt, następnie są krokodyle i termity